# Eric Walsky
Eric Walsky (né le 30 septembre 1984 à Anchorage dans l'État de l'Alaska aux États-Unis) est un joueur professionnel americano-suisse de hockey sur glace.

## Carrière de joueur
En 2008, il passe professionnel avec le Moose du Manitoba dans la Ligue américaine de hockey.
Walsky signe un contrat de trois ans avec le Genève-Servette HC le 7 juin 2010.
Après ses trois saisons genevoises, marquées par plusieurs blessures qui l'éloignent durant de nombreux mois des patinoires,, Walsky signe un contrat de trois ans avec le HC Lugano. Walsky se blesse à nouveau plusieurs fois,. À son retour au jeu en février 2015, il est prêté par le club tessinois aux Rapperswil-Jona Lakers. À la mi-mars 2015, il signe un contrat de deux ans avec ce même club.
Le 1er mai 2015, le Lausanne HC annonce l'engagement de Walsky pour une saison, son contrat avec les Rapperswil-Jona Lakers n'ayant plus cours à la suite de la relégation du club en LNB.
Après une lourde commotion cérébrale en janvier 2017 il n’a plus joué avec le LHC. Il a repris l’entraînement en décembre 2017 mais avec un maillot spécial, il n’est pas apte à jouer.

## Statistiques
| Saison    | Équipe                        | Ligue |    | Saison régulière | Saison régulière | Saison régulière | Saison régulière | Saison régulière |   | Séries éliminatoires | Séries éliminatoires | Séries éliminatoires | Séries éliminatoires | Séries éliminatoires |
| Saison    | Équipe                        | Ligue | PJ | B                | A                | Pts              | Pun              | PJ               | B | A                    | Pts                  | Pun                  |                      |                      |
| 2003–2004 | Lancers de River City         | USHL  | 45 | 9                | 16               | 25               | 16               | 3                | 0 | 0                    | 0                    | 0                    |                      |                      |
| 2004–2005 | Université d'Alaska-Anchorage | NCAA  | 16 | 3                | 4                | 7                | 2                | —                | — | —                    | —                    | —                    |                      |                      |
| 2005–2006 | Université d'Alaska-Anchorage | NCAA  | 35 | 3                | 12               | 15               | 14               | —                | — | —                    | —                    | —                    |                      |                      |
| 2007–2008 | Tigers de Colorado College    | NCAA  | 41 | 12               | 8                | 20               | 14               | —                | — | —                    | —                    | —                    |                      |                      |
| 2008–2009 | Tigers de Colorado College    | NCAA  | 38 | 12               | 24               | 36               | 24               | —                | — | —                    | —                    | —                    |                      |                      |
| 2008–2009 | Moose du Manitoba             | LAH   | 5  | 0                | 2                | 2                | 0                | —                | — | —                    | —                    | —                    |                      |                      |
| 2009–2010 | Salmon Kings de Victoria      | ECHL  | 9  | 1                | 2                | 3                | 10               | 5                | 1 | 4                    | 5                    | 2                    |                      |                      |
| 2009–2010 | Moose du Manitoba             | LAH   | 37 | 2                | 9                | 11               | 6                | —                | — | —                    | —                    | —                    |                      |                      |
| 2010–2011 | Genève-Servette HC            | LNA   | 47 | 10               | 13               | 23               | 16               | 6                | 5 | 5                    | 10                   | 2                    |                      |                      |
| 2011-2012 | Genève-Servette HC            | LNA   | 21 | 5                | 7                | 12               | 8                | —                | — | —                    | —                    | —                    |                      |                      |
| 2012-2013 | Genève-Servette HC            | LNA   | 17 | 1                | 7                | 8                | 2                | 2                | 0 | 0                    | 0                    | 0                    |                      |                      |
| 2013-2014 | HC Lugano                     | LNA   | 39 | 6                | 7                | 13               | 14               | 5                | 0 | 0                    | 0                    | 2                    |                      |                      |
| 2014-2015 | HC Lugano                     | LNA   | 32 | 6                | 8                | 14               | 8                | —                | — | —                    | —                    | —                    |                      |                      |
| 2014-2015 | Rapperswil-Jona Lakers        | LNA   | 7  | 0                | 3                | 3                | 0                | 14               | 2 | 1                    | 3                    | 4                    |                      |                      |
| 2015-2016 | Lausanne HC                   | LNA   | 45 | 6                | 6                | 12               | 12               | 6                | 1 | 8                    | 9                    | 2                    |                      |                      |
| 2016-2017 | Lausanne HC                   | LNA   | 36 | 8                | 16               | 24               | 20               | —                | — | —                    | —                    | —                    |                      |                      |